# Костоусов, Игорь Викторович
Игорь Ви́кторович Костоу́сов (1 апреля 1970, Катайск, Курганская область — 17 июня 2020, Лесной, Свердловская область) — российский поэт.

## Биография
Игорь Викторович Костоусов родился 1 апреля 1970 года в городе Катайске Катайского района Курганской области, ныне город — административный центр Катайского муниципального округа той же области.
В 1987 году окончил среднюю школу. С детства страдал заиканием, при этом обладал весёлым нравом.
В 1989—1991 годах учился на факультете физкультуры Курганского педагогического института. Когда стало ухудшаться зрение, от профессионального бега пришлось отказаться.
В 1990-х переехал в закрытый город Свердловск-45 (с 1994 года — Лесной) Свердловской области. Работал таксистом, охранником, барменом. Писал стихи.
В 2007 году заочно окончил Литературный институт имени А. М. Горького (Москва). В период учёбы в институте обзавёлся множеством пишущих друзей, являлся душой своего курса. По отзывам, «в нём сочетались светлая доброта и редкое безбашенное обаяние».
Получив диплом литератора, вернулся в Лесной.
С 3 апреля 2015 года был учредителем и генеральным директором ООО «СДВ-УРАЛ», организация ликвидирована 12 декабря 2018 года.
Игорь Викторович Костоусов умер 17 июня 2020 года. Похоронен на кладбище посёлка Ёлкино городского округа город Лесной Свердловской области.

## Творчество
Игорь Костоусов — дипломированный литератор. В начале творческого пути публиковался под псевдонимом «Игорь Костин».
Автор книги «Ну, о-очень актуальные стихи!» (Екатеринбург, 2000 г.). Печатался в журналах «Молодая гвардия», «Урал», в антологиях поэзии закрытых городов, в альманахах и коллективных сборниках.
В феврале 2004 года организовал приезд в закрытый город Лесной группы молодых российских поэтов из объединения «Дикороссы» под руководством известного поэта и эссеиста Юрия Беликова (Пермь). После москвич Игорь Куницын, один из участников того события, посвятил И. Костоусову своё стихотворение «Лесной — это город, которого нет…».
На стихотворение Игоря Костоусова "Я в Нагорном Карабахе..." написана песня бардом Владимиром Стругановым.

### Признание
В 2019 году Игорь Костоусов вошёл в длинный список первого сезона премии «Антоновка. 40+», учреждённой в память поэта, прозаика, драматурга и критика Алексея Константиновича Антонова, преподавателя Литературного института им. А. М. Горького.